# Saipem 10000
Die Saipem 10000 ist eines der größten Bohrschiffe der Welt. Das Tiefsee-Bohrschiff (englisch ultra-deep water drillship) befindet sich im Eigentum des italienischen Offshore-Dienstleisters Saipem. Das Schiff ist mit einem System zur dynamischen Positionierung (DPS) ausgerüstet und kann mit dessen Unterstützung in einer Wassertiefe von bis zu 10.000 Fuß (rund 3.000 Metern) eine 9.144 Meter tiefe Bohrung durchführen. Durch diese Eckdaten leitet sich auch der Name des Schiffes her.
Die Saipem 10000 besitzt auch die Fähigkeit des Extended Well Testing (EWT, deutsch etwa erweitertes Bohrloch-Testen). Mit dem EWT kann beispielsweise das Volumen des Reservoirs ermittelt oder die ermittelte Langzeit-Lieferfähigkeit der Quelle bestätigt werden.

## Planung und Geschichte
Das Schiff wurde zwischen 1999 und 2000 in der Werft von Samsung Heavy Industries (SHI) in Koje (Südkorea) gebaut. Auch der Entwurf für die Saipem 10000 stammt von SHI.
Das Bohrschiff wurde schon vor Baubeginn für fünf Jahre von Agip unter Vertrag genommen. Der Vertrag schloss eine Option von Agip auf zwei weitere Jahre mit ein. Die Baukosten für das Schiff betrugen rund 270 Millionen US-Dollar. Am 22. Mai 2000 wurde das Schiff formell bei SHI getauft.

## Aufbau und Technik

### Rumpf und Bohrturm
Das Schiff, welches 228 Meter lang und 42 Meter breit ist, verdrängt über 92.000 Tonnen. Der Tiefgang kann abhängig von den Erfordernissen variiert werden: Während der Fahrt liegt er bei rund 8,3 Metern und beim Bohren im DPS-Modus durch die Aufnahme von Ballastwasser bei bis zu 12 Metern. Da das Schiff auch in der Lage ist, bis zu 140.000 Barrel Rohöl zu bunkern, ist es wie ein moderner Tanker mit einer Doppelhülle gebaut. Zum Vergleich fassen die Tanks der TI Oceania, des größten doppelwandigen Öltankers der Welt, 3.166.353 Barrel.
Das Schiff hat eine Zuladung von 20.000 Tonnen und kann damit eine große Menge Verbrauchsmaterial (beispielsweise Treibstoff oder Bohrwasser) mitführen. Dadurch erhöht sich die Einsatzzeit im Zielgebiet und das Schiff muss seltener einen Hafen aufsuchen, was die Kosten für den Kunden senkt.
Der Bohrturm ist rund 60 Metern (200 Fuß) hoch, ist an der Basis etwa 24 Meter tief und 18 Meter breit und an der Spitze 18 Meter tief und 6 Meter breit. Er trägt eine statische Last von 900 Tonnen.

### Energieversorgung und Antrieb
Die Saipem 10000 hat einen dieselelektrischen Antrieb, welcher eine Leistung von 42.000 Kilowatt bereitstellt. Die Energieerzeugung übernehmen dabei sechs Dieselmotoren von Wärtsilä (Typ: Wärtsilä Nsd Co 18V32LNE) mit je 7000 Kilowatt, die mit Generatoren von ABB (Typ: ABB HSG900XU10) mit 8750 Kilovoltampere gekoppelt sind.
Der Antrieb und das Positionieren erfolgt mit sechs Propellergondeln von Rolls-Royce, die jeweils von einem 4000 Kilowatt starken Elektromotor angetrieben werden. Das verwendete DPS ist ein Simrad SDP-32 der Klasse III.
Da die Propellergondeln durch den ständigen DPS-Betrieb sehr stark beansprucht werden, wurde während der letzten großen Überholung des Schiffes entschieden, die Propellergondeln gegen sechs von Saipem neu gekaufte Gondeln desselben Typs TCNP 156/M-380 auszutauschen. Die ausgetauschten Gondeln wurden von Rolls-Royce zurückgekauft, in der Zwischenzeit überholt und bei der nächsten Eindockung des Schiffes wieder getauscht. Durch den ständigen Wechsel der Propellergondeln ohne die sofortige Überholung wird die Dockzeit des Schiffes so niedrig wie möglich gehalten.

### Unterbringung und Hubschrauberdeck
Das Wohnmodul bietet Platz für bis zu 172 Personen. Die Unterkunft entspricht dem internationalen Sicherheitsstandard und bietet neben den Kabinen zwei Erholungsbereiche, eine Cafeteria, Sauna und Fitnesscenter. Das Hubschrauberdeck ist für Hubschrauber bis zur Größe der Sikorsky S-61 zugelassen.

## Einsatzgebiet
Das Haupteinsatzgebiet ist der Golf von Mexiko, der Südatlantik, West-Afrika und während der Sommermonate der britische Sektor der Nordsee und westlich der Shetlandinseln.

## Sonstiges
Saipem arbeitete nach der Saipem 10000 an einem noch größeren Bohrschiff, der Saipem 12000, die in Südkorea gebaut wurde und in der zweiten Hälfte April 2010 ausgeliefert wurde.

## Technische Daten
Lagerkapazität:
- Treibstoff: 6.758 m³
- Bohrwasser: 2.886 m³
- Trinkwasser: 1.065 m³
- Schlamm: 1.956 m³
- Salzlösung: 477 m³
- Ölschlamm: 477 m³
- Baryt: rund 450 m³ (16.000 Kubikfuß)
- Zement: etwa 520 m³ (18.500 cft)
- Rohöl: 22.260 m³

Sonstiges:
- Gesamttragfähigkeit des Decks: 20.000 t